# ويليام غارفين
ويليام غارفين (بالإنجليزية: William Garvin)‏ هو عسكري أمريكي، (و. 1835  م).